# Gila (zespół muzyczny)
Gila – niemiecki zespół krautrockowy, który zrodził się w politycznej komunie w Stuttgarcie wiosną 1969 roku. W początkowym okresie był typowym przedstawicielem niemieckiej odmiany rocka progresywnego znanej jako krautrock. 

## Historia
Zespół Gila oprócz użycia żywych instrumentów, przez kilka lat korzystał również z innych środków wyrazu takich jak: przeźrocza, filmy, pantomima, poezja, taniec i innego rodzaju happeningi. Zespół od początku był skupiony wokół osoby lidera, którym pozostawał gitarzysta i wokalista Conny Veit. Skład uzupełniali: gitarzysta basowy Walter Wiederkehr, perkusista Daniel Alluno oraz grający na instrumentach klawiszowych Fritz Scheyhing.
Przez ponad dwa lata zespół odgrywał swój autorski materiał wyłącznie na koncertach, które cieszyły się sporym zainteresowaniem, głównie ze względu na zastosowanie niecodziennych środków wyrazu. Dzięki zainteresowaniu ze strony fanów, zespół został wreszcie zauważony przez wytwórnię płytową. Opiekę nad zespołem przejęła wytwórnia B.A.S.F. W 1971 roku grupa nagrała dla niej debiutancki album zatytułowany Gila. Jego realizacją zajął się, znany w środowisku niemieckich zespołów krautrockowych, Dieter Dierks.
Album Gila to tzw. concept album, którego przesłaniem było przejście ludzkości od agresji do porozumienia. Zawierał interesujące efekty dźwiękowe takie jak pogłos, echo oraz nagrany płacz niemowlaka. W sprzedaży do płyty został dołączony plakat, który jednak nie spowodował znaczącego sukcesu płyty na rynku. Spowodowało to tymczasowe zawieszenie działalności grupy. W tym okresie Conny Veit dołączył do grupy Popol Vuh, z którą nagrał płytę Hosianna Mantra w 1973 roku.
Pół roku później Veit reaktywował Gilę do której dokooptował inny skład. Wokalistka Sabine Mercher była jednocześnie narzeczona Veita. Oprócz niej w składzie znaleźli się też: klawiszowiec Florian Fricke z Popol Vuh oraz perkusista Daniel Fischelsche z Amon Düül II. 
W tym składzie grupa podpisała kontrakt z wytwórnią Warner Bros i nagrała swoją drugą płytę zatytułowaną Bury My Heart At Wounded Knee wydaną w lipcu 1973 roku. Ponownie realizacją zajął się Dierks, a tytuł i przesłanie kolejnego albumu koncepcyjnego był zaczerpnięty z książki amerykańskiego pisarza Dee Browna. Płyta opowiadała o trudnej historii północnoamerykańskich Indian i została nagrana głównie na instrumentach akustycznych. Ewidentnie słychać na niej elementy stylu pokrewnej grupy Popol Vuh. 
Niestety już rok później zespół przestał działać i nigdy się już nie odrodził. Conny Veit dołączył do Guru Guru, natomiast Sabine Mercher i Florian Fricke znaleźli się ponownie w grupie Popol Vuh. W 1999 wydano koncertowy album Night Works. Był to zarejestrowany w 1972 roku występ grupy w studiu radiowym w Kolonii.

## Dyskografia
- Gila, 1971
- Bury My Heart At Wounded Knee, 1973
- Night Works, 1999 (live)

## Członkowie zespołu
Gila, 1971; Night Works, 1999
- Conny Veit – g, voc
- Fritz Scheyhing – k
- Walter Wiederkehr – b
- Daniel Alluno – dr

Bury My Heart At Wounded Knee, 1973
- Conny Veit – g, voc, b
- Sabine Merbach – voc
- Daniel Fichelsche – dr
- Florian Fricke - k

## Powiązania
- Guru Guru
- Popol Vuh
- Amon Düül II